# Alexander Lonquich
Alexander Lonquich (né à Trèves le 8 août 1960) est un pianiste et chef d'orchestre classique allemand .

## Biographie
Né à Trèves le 8 août 1960, Alexander Lonquich effectue sa formation musicale avec Paul Badura-Skoda, Andrzej Jasiński et Ilonka Deckers-Küszler.
Il remporte le premier prix au Concours de piano Alessandro Casagrande à Terni, Italie, à l'âge de seize ans.
Il participe à des festivals, notamment : Mozartwoche Salzburg, Piano-Festival Ruhr, Schleswig-Holstein Festival, Festival de Lucerne, Cheltenham Festival, Festival d'Édimbourg, Kissinger Sommer, Schubertiade Schwarzenberg, Lockenhaus, Beethovenfest.
Il travaille avec des chefs d'orchestre tels que Claudio Abbado, Iouri Bachmet, Hans Graf, Heinz Holliger, Ton Koopman, Emmanuel Krivine, Marc Minkowski, Kurt Sanderling, Sándor Végh.
Il joue avec des orchestres dont : Camerata de Salzbourg, Mahler Chamber Orchestra, Orchestra da Camera di Mantova, Orchestra del Teatro Olimpico di Vicenza, Münchener Kammerorchester, Kammerorchester Basel, Deutsche Kammerphilharmonie Bremen, Stuttgart Chamber, Symphony Orchestra Frankfurt, Orchestre philharmonique de Vienne, Orchestre philharmonique royal, Tonhalle Orchestra Zurich, Orchestre philharmonique du Luxembourg, Düsseldorf Symphonic Orchestra et se produit également parfois en tant que soliste concerto pour piano.
Ses partenaires de musique de chambre sont Renaud Capuçon, Gautier Capuçon, Veronika Hagen, Heinz Holliger, Steven Isserlis, Leonídas Kavákos, Isabelle van Keulen, Sabine Meyer, Heinrich Schiff, Christian Tetzlaff, Auryn Quartet, Ruth Ziesak.
Il enregistre Schubert, Schumann, Poulenc et Mozart pour EMI ; Fauré, Messiaen, Ravel, Gideon Lewensohn, Schumann et Holliger pour Edition of Contemporary Music ; et Beethoven en direct pour le festival de piano de la Ruhr.
Ses disques reçoivent le Diapason d'or et le Premio Abbiati.